# Gut Gülzow
Das Gut Gülzow ist ein denkmalgeschützter Gutshof in der Gemeinde Gülzow im Kreis Herzogtum Lauenburg in Schleswig-Holstein.

## Lage
Das Gut liegt am nördlichen Rand des Dorfes Gülzow. Die vom Nachbardorf Kollow nach Gülzow führende Straße trägt den Namen „Schloßstraße“. Sie verläuft am westlichen Rand des Gutes Gülzow entlang und mündet in die „Hauptstraße“ von Gülzow. Die Straßen, welche das Gut Gülzow grundlegend erschließen, tragen die Namen „Gut Gülzow“ sowie „Auf dem Gut“. An der Straße „Auf dem Gut“ liegt das eigentliche Gutsgebäude (Lage). Die Straße „Gut Gülzow“ endet nördlich bei der Straße „Fasanenhaus“. Der Jagdpavillon liegt etwas abseits des Gutes, nördlich an der Straße „Fasanenhaus“, direkt am Rande des Gülzower Waldes (Lage). Die Mausoleen der Gutsbesitzerfamilien (das Mausoleum Kielmannseg und das Mausoleum Fischer) befinden sich beim Kirchhof der benachbarten St.-Petri-Kirche.

## Geschichte
Über Jahrhunderte war das Gut im Besitz der Adelsfamilie Schack. Einige Jahre lebte beispielsweise der dänische Feldmarschall Hans Schack auf dem Gut Gülzow. Seit dem 17. Jahrhundert gehörte das Gut der Adelsfamilie Bodeck. Das Gut wurde offenbar im Jahr 1654 von Bonaventura III. von Bodeck erworben. 1736 erwarb Georg Ludwig von Kielmansegg das Gut. Weitere Familienmitglieder der Kielmannsegg, die im Laufe der Zeit auf dem Gut lebten, waren Friedrich von Kielmansegg (Drost), Ludwig von Kielmansegg, Eduard von Kielmansegg und Alexander von Kielmansegg.
Im Laufe der Zeit hatten die Kielmansegg auf Gülzow zahlreiche Kunstwerke aus ihrer Familiengeschichte, die eng mit dem Welfenhaus verbunden war, zusammengetragen. Darunter befanden sich, wie Philip Treherne 1912 schrieb, ein Porträt Georgs III. von Johann Zoffany sowie aus dem Nachlass von Sophia Charlotte von Platen-Hallermund, Gräfin Darlington, ein Krönungsstuhl Georgs I., dessen Porträt von Godfrey Kneller und Porträts der Hofdamen der Königin Anne. Alexander von Kielmansegg stellte mehrere der Kunstwerke für die große Londoner Ausstellung Exhibition of the Royal House of Guelph zur Verfügung, die 1891 in der New Gallery in der Regent Street stattfand. Der Verbleib der Kunstwerke ist unklar. Der Krönungsstuhl kam nach Hamburg und später in den Kunsthandel. Die Reihe der Hofdamen, eine von Charles Jervas (nicht Kneller) gemalte Schönheitengalerie, ist jedoch erhalten und nach wie vor in Privatbesitz.
Der letzte Kielmansegg auf Gülzow war Karl von Kielmansegg, der das Gut 1930 an die aus Hamburg stammende Kaufmannsfamilie Fischer verkaufte. Dietrich Fischer ließ nach der Übernahme des Gutes von dem Hamburger Architekten Kurt Felix Schmidt einige neue Gutsgebäude im Heimatstil errichten. Das alte Kielmannseggesche Gutsarchiv wurde 1954 an das Kreisarchiv in Ratzeburg abgegeben. Nach dem Tod von Dietrich Fischer kam es zu Streitigkeiten zwischen den Erben.

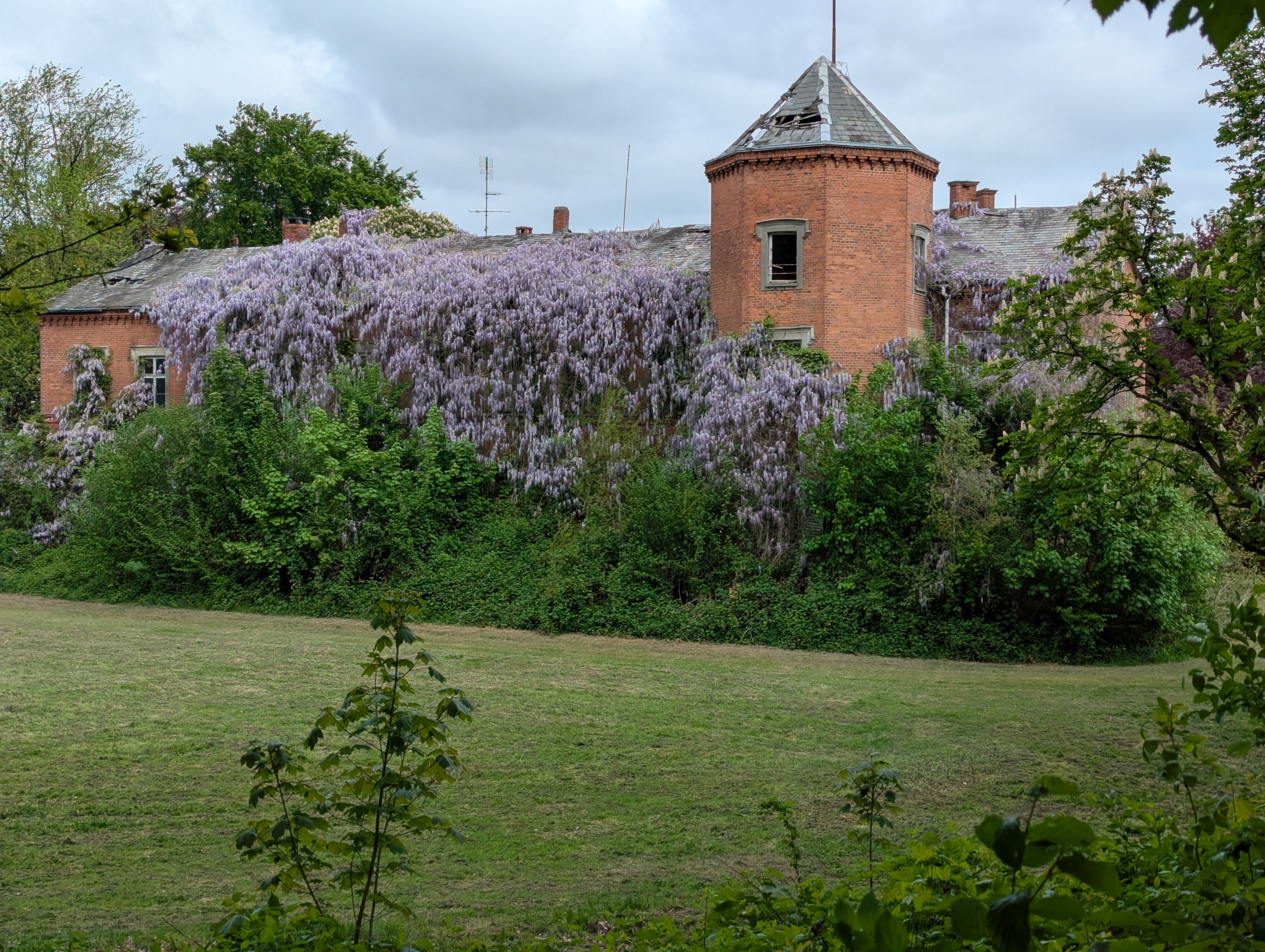
Ruine des Herrenhauses (2025)

Das Gut befindet sich heute zu großen Teilen in einem offensichtlich baufälligen Zustand.
Die Bestandteile des Gutes Gülzow wurden in neuerer Zeit unter Denkmalschutz gestellt und als Kulturdenkmal Gülzows eingetragen. In diesem Zusammenhang explizit genannt sind: der Burgplatz, der Gutsgarten mit den Gartenmauern, den Torbauten, den Gräben und Teichen des Gutsgartens, die zwei Ziegelbogenbrücken über die Linau, der Jagdpavillon am Gülzower Wald, das sogenannte Brauhaus sowie das sogenannte Rendantenhaus.

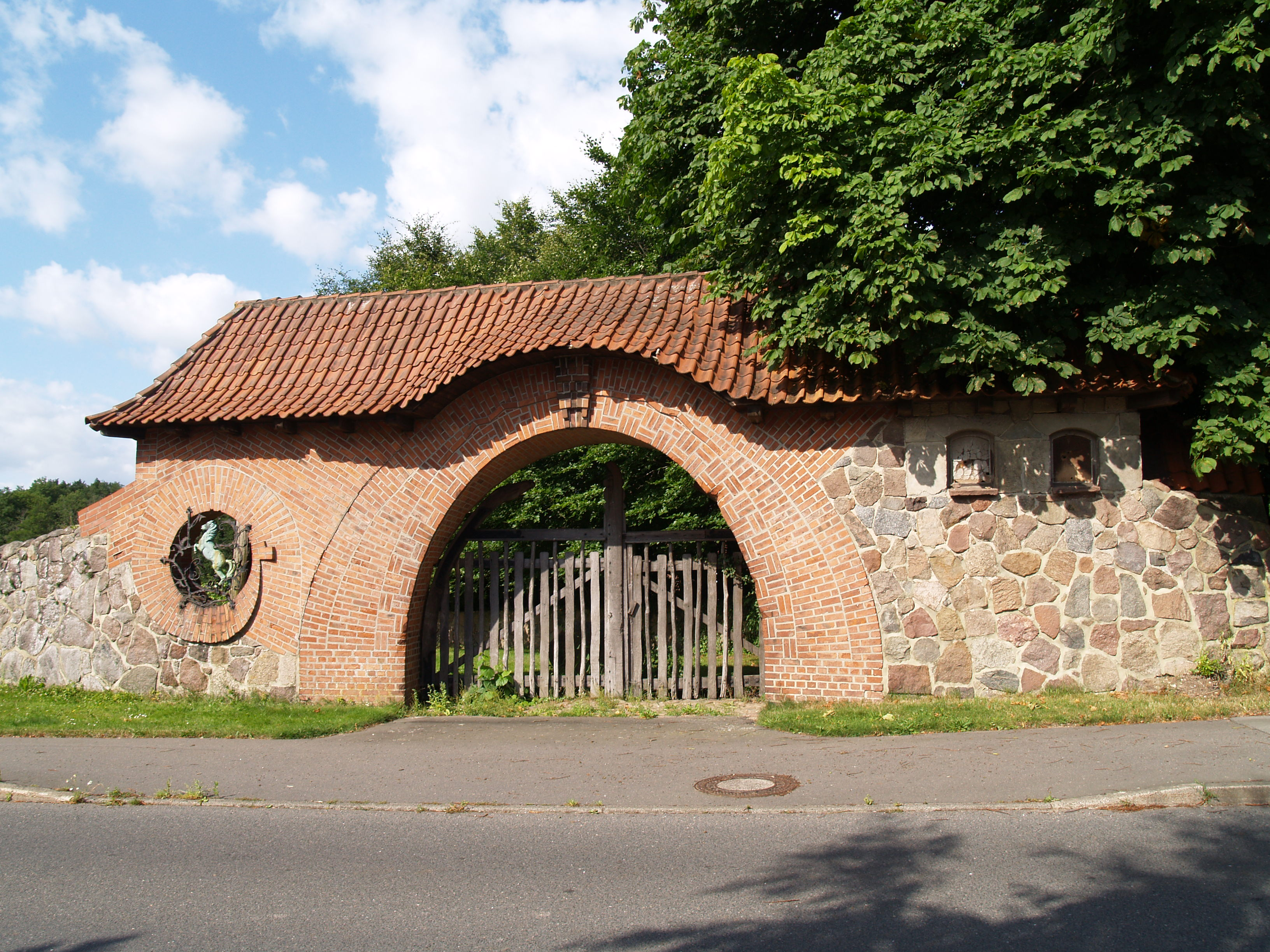
Tor zum Gut Gülzow.
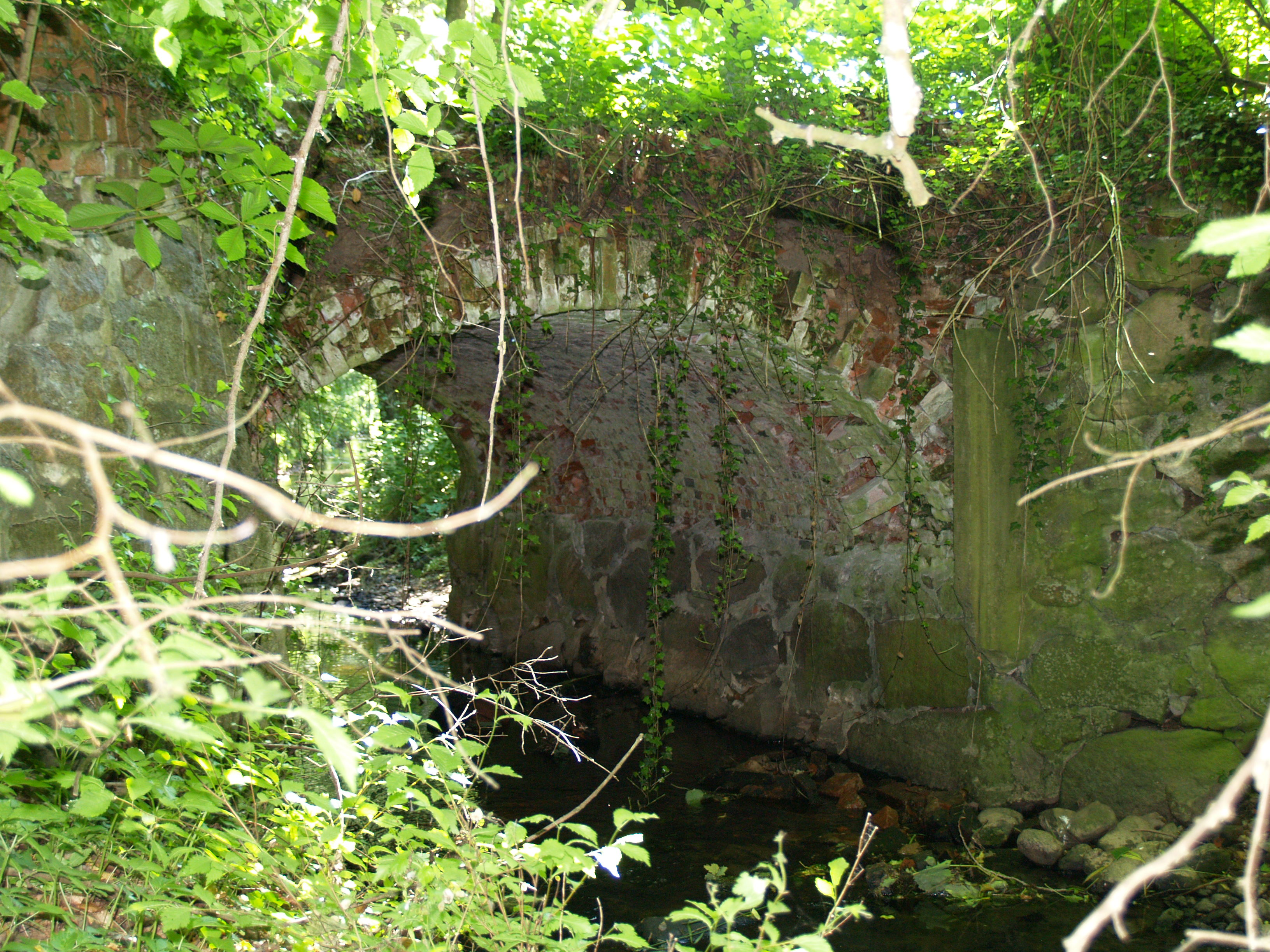
Die östliche Ziegelbogenbrücke auf dem Gut Gülzow.
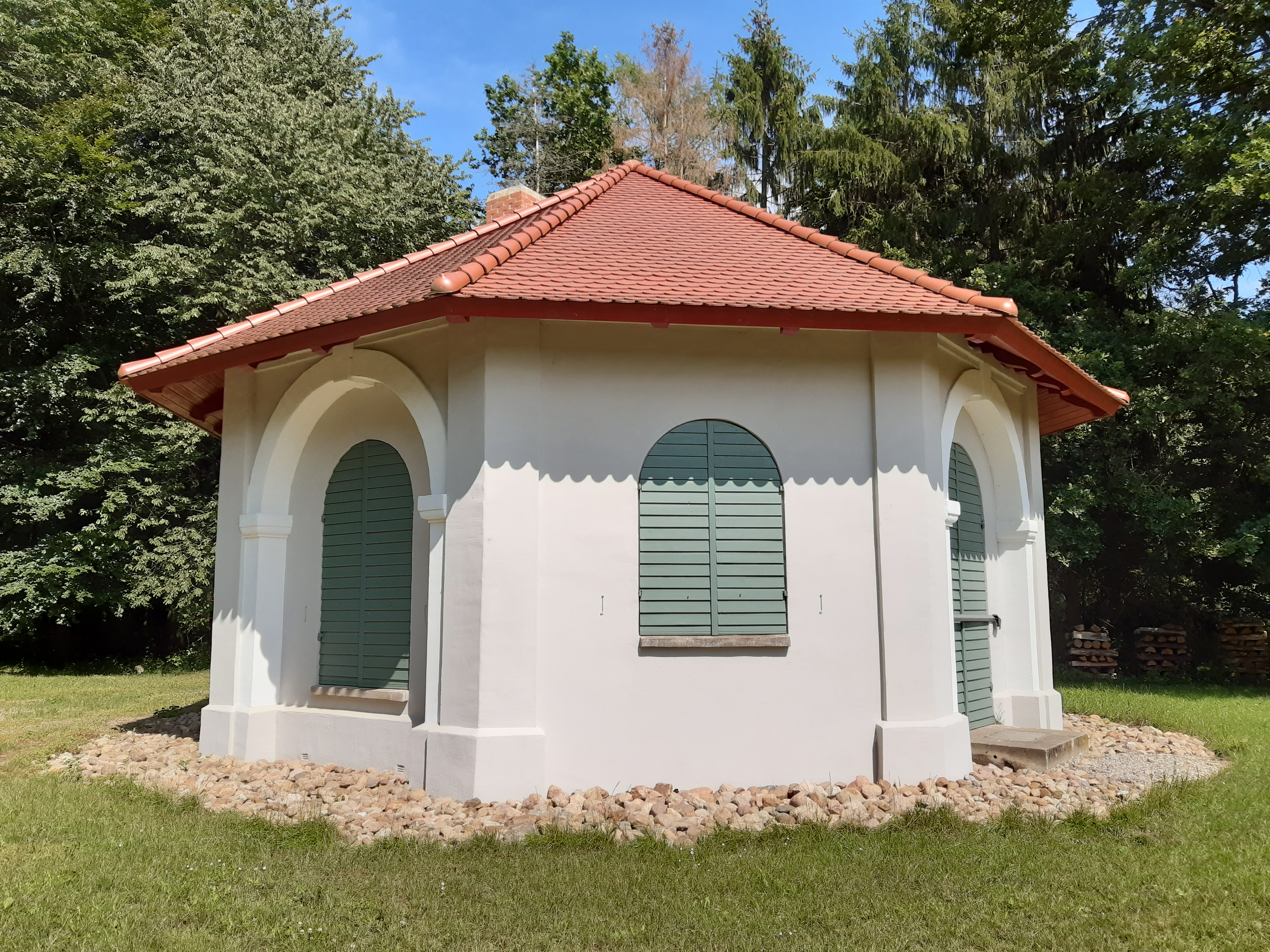
Der Jagdpavillon am Gülzower Wald.
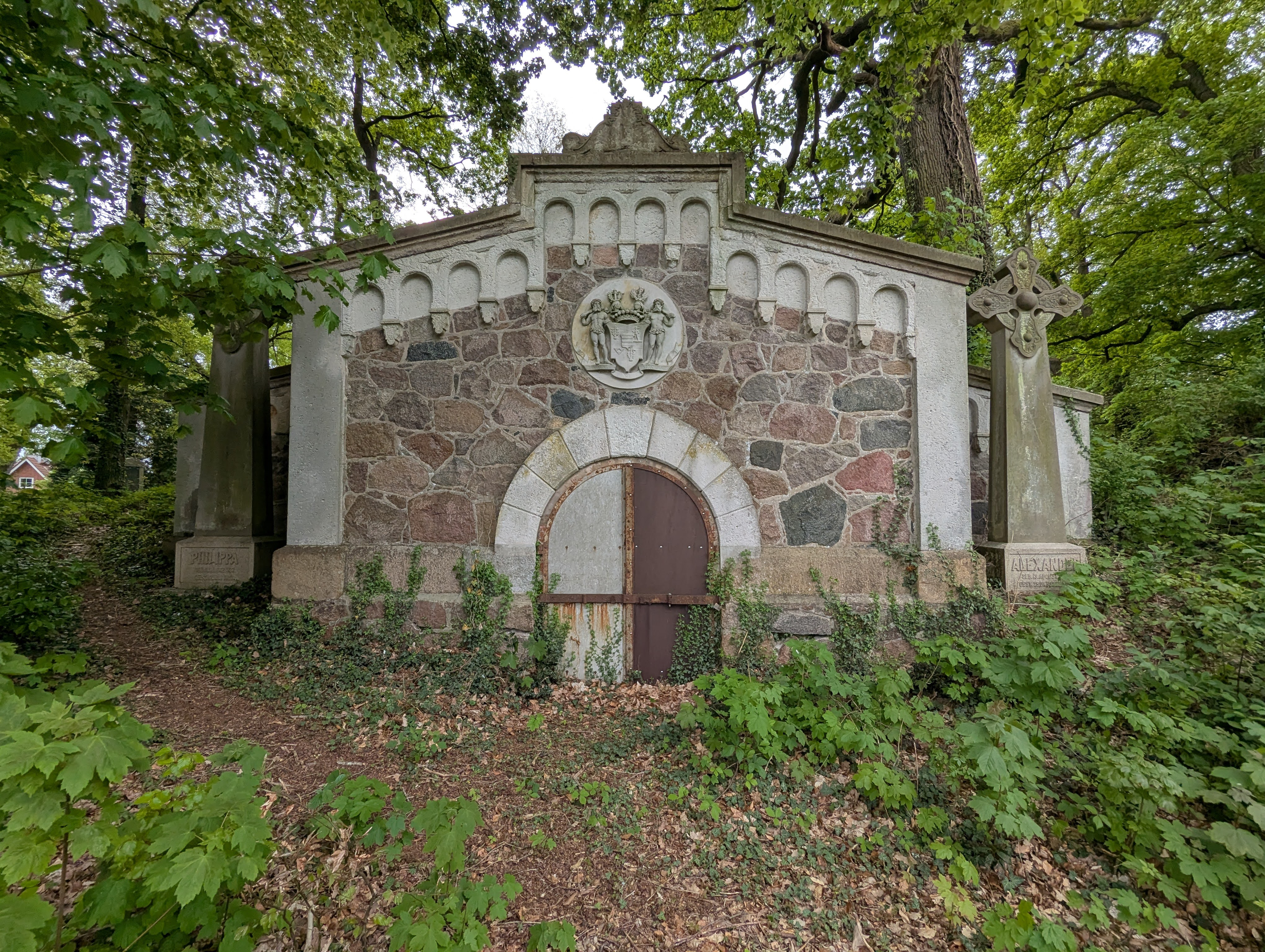
Mausoleum Kielmannsegg (nördlich der Gülzower Kirche)
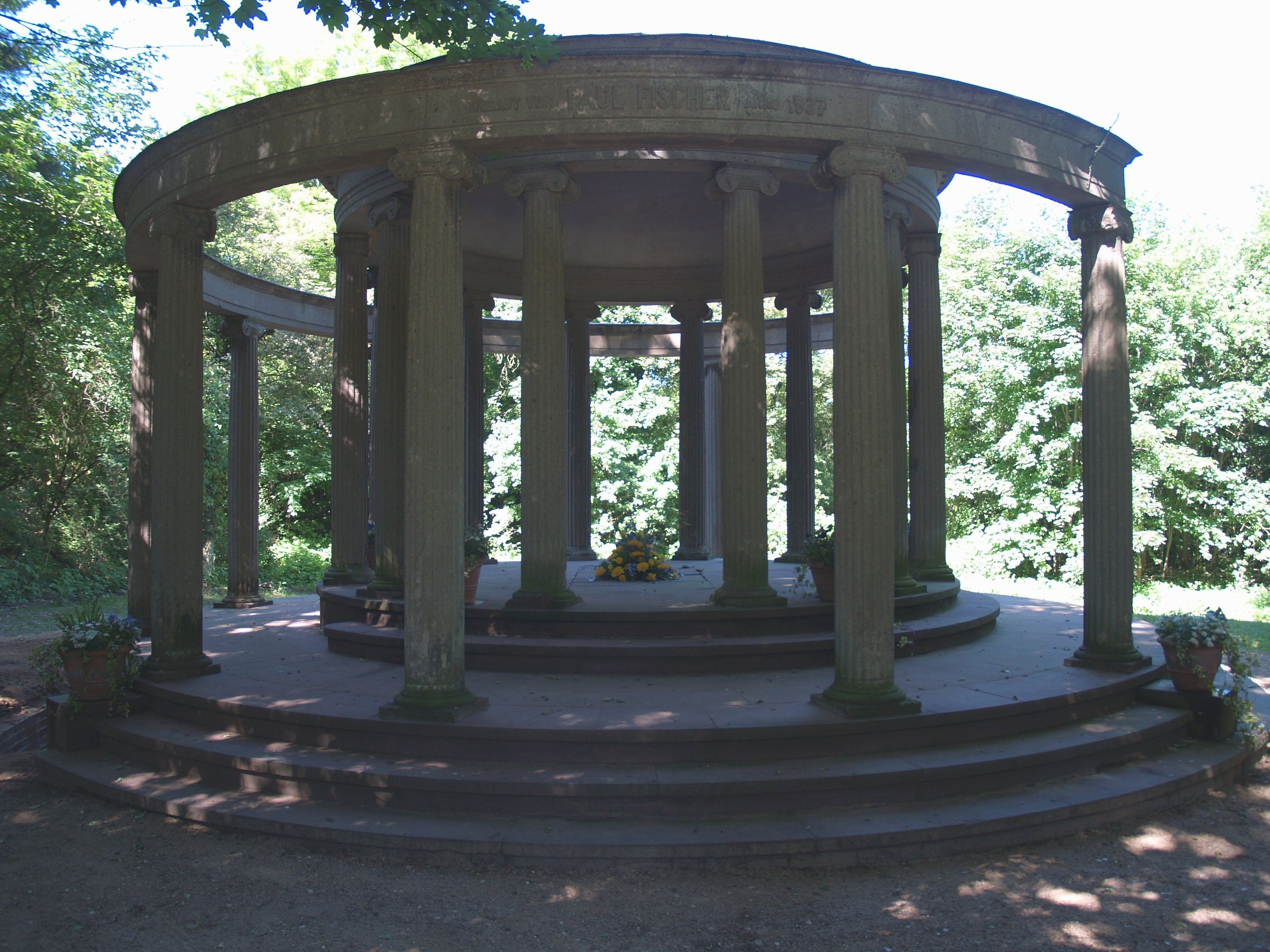
Das 1937 errichtete Mausoleum der Familie Fischer (westlich der Gülzower Kirche).

## Rittergut und Patrimonialgericht
Das Gut war ein landtagsfähiges Rittergut, der Besitzer war daher Mitglied der Ritter- und Landschaft Lauenburgs. Ebenfalls mit dem Gut verbunden war die Patrimonialgerichtsbarkeit: Der jeweilige Gutsherr war der (oder bestimmte den) Richter für die Bewohner des Gutes, siehe auch die Liste der Gerichte im Herzogtum Sachsen-Lauenburg. Diese Rechte endeten 1866 mit dem Übergang an Preußen.